# Aeroportul Maavaarulaa
Aeroportul Maavaarulaa (IATA: RUL, ICAO: VRQM) este un aeroport din Gaafu Dhaalu Atoll⁠(d), Maldive.
Situat la o altitudine de 2 m, aeroportul dispune de o singură pistă.